# هولي ميراندا
هولي ميراندا (بالإنجليزية: Holly Miranda)‏ هي مغنية أمريكية، ولدت في 21 سبتمبر 1982 في ديترويت في الولايات المتحدة.

## وصلات خارجية
- الموقع الرسمي
- هولي ميراندا على موقع ميوزك برينز (الإنجليزية)
- هولي ميراندا على موقع أول ميوزيك (الإنجليزية)
- هولي ميراندا على موقع ديسكوغز (الإنجليزية)